# 1841年ジョン・タイラー大統領就任式
第10代アメリカ合衆国大統領のジョン・タイラーの就任式は、前任のウィリアム・ヘンリー・ハリソンの死の2日後の1841年4月6日に ワシントンD.C.のブラウンズ・インディアン・クイーン・ホテルで行われた。
これはアメリカ史上初の臨時の就任式であり、ジョン・タイラーの唯一の大統領任期（3年334日）の始まりであった。就任宣誓はD.C.合衆国巡回裁判所長官のウィリアム・クランチにより執り行われた。

## 背景
1840年アメリカ合衆国大統領選挙ではホイッグ党候補のハリソンが勝利し、タイラーが副大統領に指名された。ハリソンは1841年3月4日に第9代アメリカ合衆国大統領に就任したが3月26日に風邪をこじらせ、その後、肺炎と胸膜炎を併発した。ハリソンの病気は就任式の際の悪天候が直接の原因であると考えられていたが、発病は就任式から3週間以上経ってからであった。
4月1日、ダニエル・ウェブスター国務長官はバージニア州ウィリアムズバーグの自宅にいたタイラー副大統領にハリソンの病状を伝えた。その2日後、リッチモンドの弁護士のジェームズ・ライオンズから大統領の容態が悪化したという知らせが届き、「明日の郵便でハリソン将軍が亡くなったと聞かされても驚かないだろう」と書かれていた。タイラーは大統領の死を予見していたことを無作法であると思われなくなかたっため、ワシントンには向かわなかった。4月5日の明け方、ウェブスターの息子で国務省首席事務官のフレッチャーが父からの手紙を持ってタイラーの農園に到着し、その前日にハリソンが亡くなったことを新大統領に伝えた。

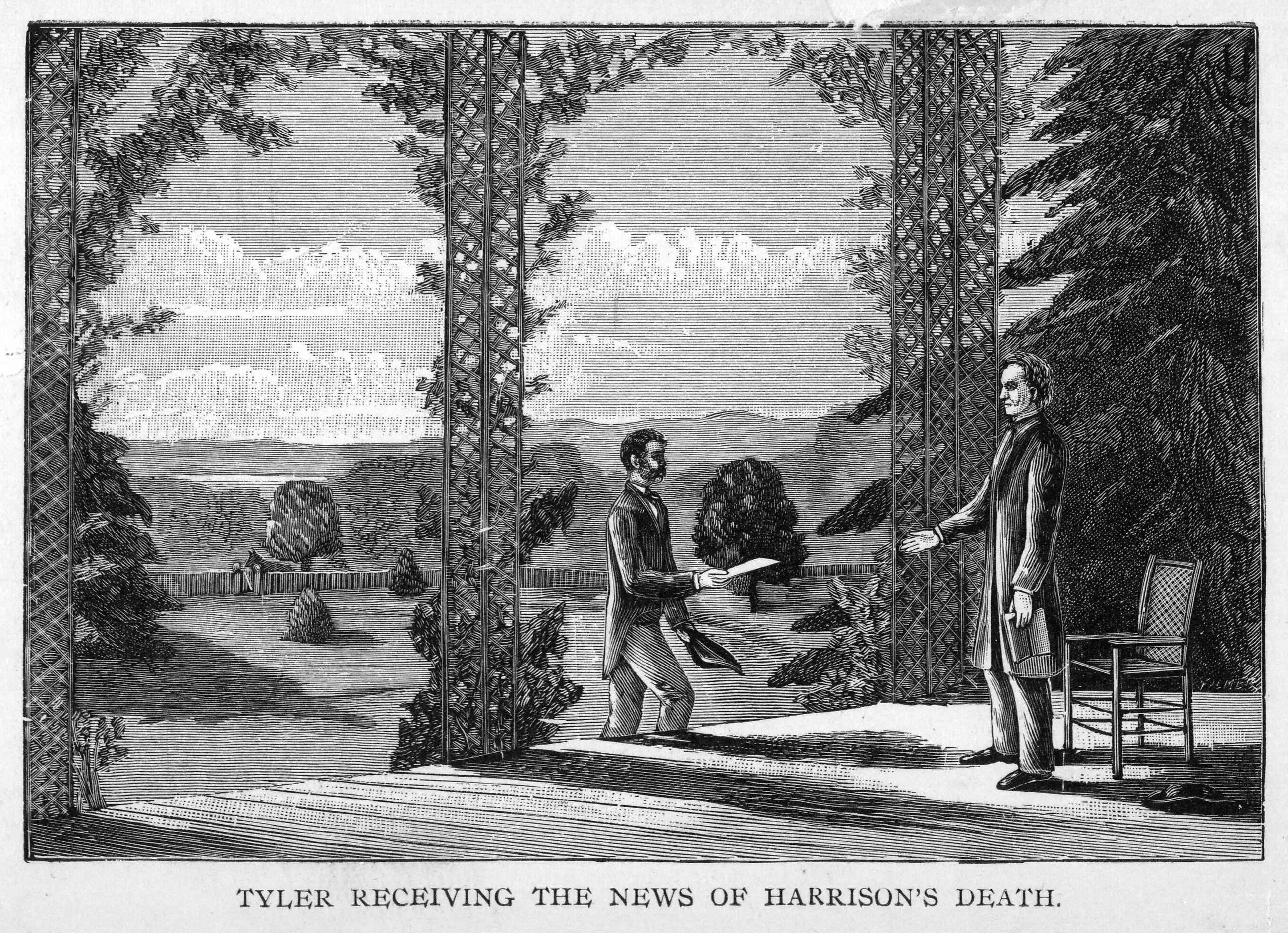
フレッチャー・ウェブスターからハリソンの死を知らされるタイラー大統領のイラスト（1888年）。

## 1841年4月4日-6日
タイラーはすぐに荷物をまとめ、息子の1人を連れて当時最速の交通手段（蒸気船と列車）でワシントンに向かい、4月6日早朝に230マイル（370キロ）の道のりを21時間で到着した。ハリソンの死後、どのような手続きを踏むべきかについて激しい議論が交わされた。現職大統領が病を患ったことはそれまでに何度もあったが、亡くなったのは史上初めてであったからである。閣僚の中にはタイラーが大統領代行を務めるのは事実上確実であるので公式な行動をとる必要はないという意見もあった。ハリソンが病に倒れているあいだの行政は閣僚の多数決で決定されていた。タイラーは就任宣誓をすれば第10代大統領としての権限が確保されると考えた。

## 就任宣誓
1841年4月6日、ブラウンズ・インディアン・クイーン・ホテルのロビーでD.C.合衆国巡回裁判所長官によりタイラーの大統領就任宣誓が執り行われ、これがアメリカ史上初の臨時の大統領就任式となった。
4月9日、タイラーはハリソンが就任した臨時議会に向けて就任メッセージを発表した。これは以後の大統領も受け継がれることとなる。

## 先例の確立
タイラーは自身の肩書を頑なに守り、「副大統領」や「大統領代行」（acting president）と宛てられた手紙は開封されずに返送された。 この「タイラーの先例」はその後7人の大統領の在任中の死（うち4人は暗殺）を経て1967年に憲法修正第25条が批准されて成文化されるまで続いた。